# (4850) Palestrina
(4850) Palestrina est un astéroïde de la ceinture principale.

## Description
(4850) Palestrina est un astéroïde de la ceinture principale. Il fut découvert le 27 octobre 1973 à Tautenburg par Freimut Börngen. Il présente une orbite caractérisée par un demi-grand axe de 2,88 UA, une excentricité de 0,08 et une inclinaison de 1,9° par rapport à l'écliptique.
Cet astéroïde est nommé en l'honneur du compositeur italien de la Renaissance Giovanni Pierluigi da Palestrina (vers 1525-1594).

## Compléments